# Nine Kooiman
Nine Kooiman (De Meern, 9 december 1980) is een Nederlands bestuurder en voormalig politicus. Ze is sinds 2023 voorzitter van de Nederlandse Politiebond (NPB). Ze was van 2010 tot 2018 lid van de Tweede Kamer der Staten-Generaal namens de Socialistische Partij (SP).

## Biografie

### Opleiding en start loopbaan
Tussen 1999 en 2003 volgde Kooiman de opleiding Maatschappelijk werk dienstverlening aan Hogeschool De Horst in Driebergen. Ze was tijdens deze periode en daarna werkzaam als jeugdhulpverlener en gezinsvoogd. In 2004 werd ze actief in de Socialistische Partij in Nieuwegein en het jaar daarop werd ze bestuurslid. In 2006 werd ze lid van de raadscommissie Sociale Omgeving en Cultuur en later werd ze ook afdelingsvoorzitter. In 2008 werd ze aangesteld als fractiemedewerker Jeugd voor de SP in de Tweede Kamer. Tijdens de gemeenteraadsverkiezingen van 3 maart 2010 werd ze in Nieuwegein als tweede op de kieslijst tot gemeenteraadslid verkozen en was van 11 maart tot en met 1 juli 2010 lid van de plaatselijke gemeenteraad.

### Tweede Kamer
Als gevolg van de val van het kabinet Balkenende IV werden er op 9 juni 2010 vervroegde Tweede Kamerverkiezingen gehouden. Zij werd door de SP gevraagd om op plaats vijftien van de kieslijst te komen staan. Daarmee was zij de hoogste nieuwkomer. Omdat de SP datzelfde aantal zetels behaalde, was ze het enige nieuwe Tweede Kamerlid van de SP na deze verkiezingen.
Voor de Tweede Kamerfractie werd ze woordvoerder jeugd, en op justitie woordvoerder jeugd en familierecht. Op 9 november 2010 gaf Kooiman haar maidenspeech met als onderwerp de jeugdzorg.
Kooiman zegde per 29 maart 2018 haar lidmaatschap van de Tweede Kamer op. Als reden gaf ze dat de functie niet te combineren was met haar moederschap.

### Na de politiek
Na het verlaten van de Tweede Kamer werd Kooiman gekozen als secretaris van de Nederlandse Politiebond. In 2023 werd ze tijdens een Algemene Ledenvergadering van de NPB benoemd tot waarnemend voorzitter van deze politiebond, als opvolger van Jan Struijs. Ze combineert deze functie met het secretarisschap en blijft dat doen totdat leden zich hebben uitgesproken over samengaan met de drie andere politiebonden of tot de eerstvolgende reguliere bestuursverkiezingen.
Een interne partijcommissie van de SP onder leiding van Kooiman deed begin 2021 onderzoek naar de verstoorde relatie tussen de SP en ROOD. In een rapport dat in mei 2021 werd uitgebracht, kwam de commissie tot de conclusie dat de breuk niet te lijmen was.

## Privéleven
Nine Kooiman heeft twee zoons.
- Gemeinsame Normdatei: 1060419017
- Parlement.com: viek19ok4zzv
- Virtual International Authority File: 311574826
- WorldCat: E39PBJv4fFPvjyYR6cqfgGMMfq